# Rayo Cantabria
El Rayo Cantabria es un club de fútbol de España, filial del Real Racing Club de Santander, de la ciudad de Santander (Cantabria, España). Fue fundado en 1926, y entre 1993 y 2019 recibió la denominación de Real Racing Club de Santander "B". Actualmente milita en la Segunda Federación, cuarta categoría del fútbol español.
Logró su mayor éxito en la temporada 1998-99, cuando conquistó la Copa Federación. Disputa sus partidos como local en el Campo Santi Gutiérrez Calle de las Instalaciones Nando Yosu.

## Historia

### Los comienzos
El club se fundó en 1926. Fue conocido como Gimnastica de Miranda, Rayo Sport, Rayo Sport de Miranda (hasta 1939), Unión Juventud Rayo Cantabria (1939-1940), de nuevo Rayo Sport (1940-1941), S. D. Rayo Cantabria (1941-1993), Real Racing Club "B" (1993-2019) y la actual denominación de Rayo Cantabria. Durante los años previos a la guerra civil el club participaba en los campeonatos regionales.

### Años 40, ascensos y descensos
Tras el parón de la guerra, el Rayo reinicia su actividad deportiva en el Campeonato Regional de 1939, alcanzando el tercer puesto. Entre 1940 y 1946 el club juega en la Primera Regional (que en las temporadas 1939-40, 1941-42 y 1942-43 era la tercera categoría del fútbol a nivel nacional) de la Federación Astur-Montañesa, siendo subcampeón en las temporadas 1941-42 y 1943-44, y campeón en la 1945-46. Una temporada antes (1944-45) el equipo juega por primera vez el Campeonato de España de aficionados, siendo eliminado en cuartos de final por el Berbés (victoria por 2-3 en Vigo, y sendas derrotas por 0-1 en Santander y en el desempate en Oviedo). Tras la renuncia del Tanagra de Santander a su puesto en Tercera, el Rayo Cantabria le sustituye, accediendo por primera vez a categoría nacional. En su temporada de debut (1946-47) el Rayo queda cuarto clasificado, pero la siguiente temporada (1947-48) el club se clasifica 13.º, siendo el equipo más goleado en casa (27 goles) y cosechando la mayor derrota como local de su historia (1-6 frente al Barreda) y desciende de nuevo a Primera Regional; por otra parte esta temporada el Rayo disputa por primera vez la Copa cayendo en la segunda eliminatoria, a partido único, con la Gimnástica (3-0). La siguiente temporada termina mejor para el club, con el ascenso a Tercera división; además vuelve a participar en el campeonato de Aficionados, cayendo en la primera eliminatoria con el Indauchu (derrota por 3-0 en Bilbao y 0-2 en Santander).

### Años 50, consolidación en Tercera

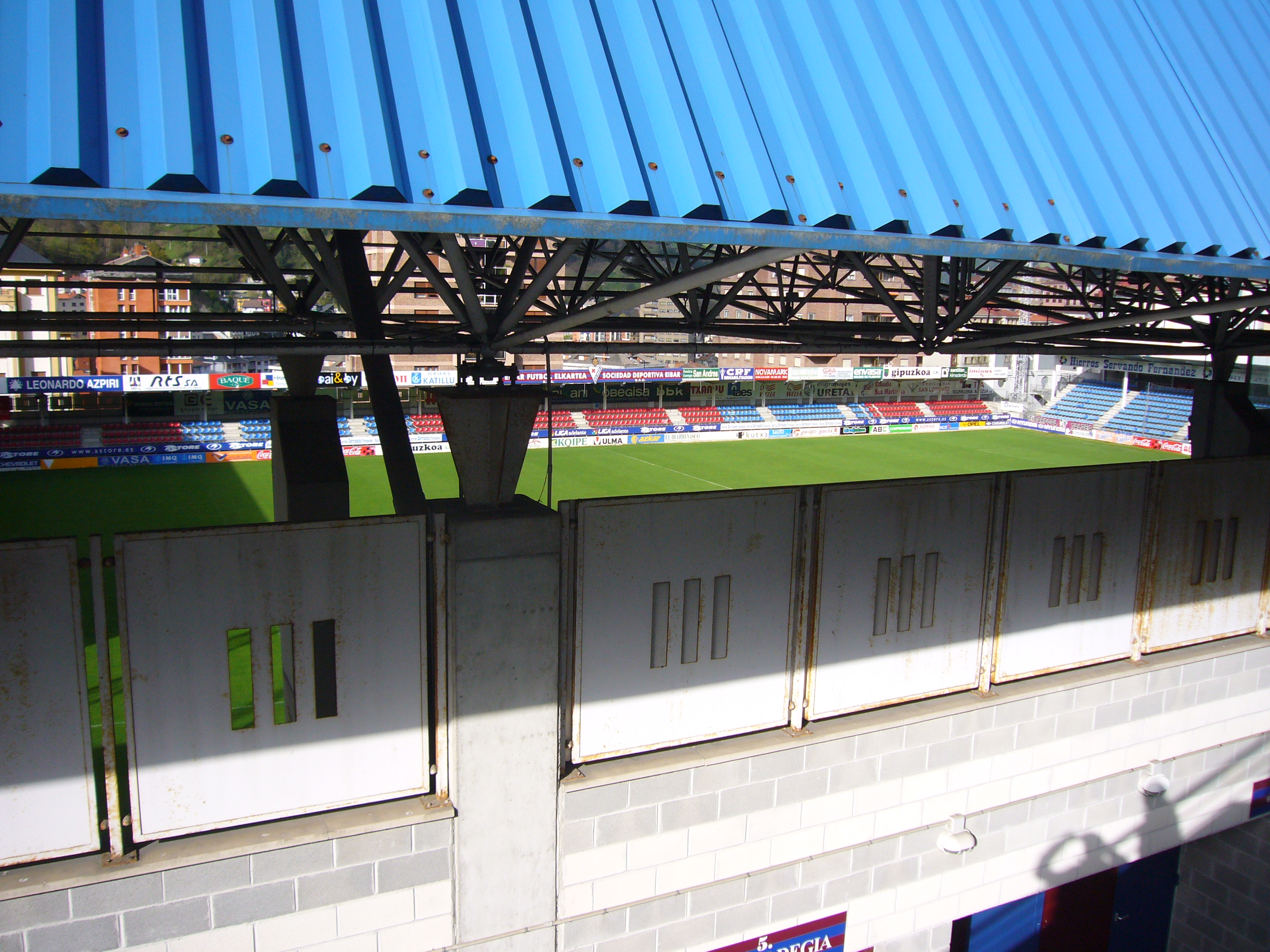
La temporada 1958-59 el Eibar elimina al Rayo en la promoción a Segunda División: victoria del Rayo 4-3 en Santander y derrota en Ipurúa (en la foto) por 5-0

La década de los 50 es importante para el Rayo (que pasa a ser filial del Racing en 1951) y la comienza tratando de asentarse en Tercera división, así en las temporadas 1949-50 y 1950-51 el club salva la categoría en la promoción de permanencia. Sin embargo, la campaña 1951-52 va a resultar más satisfactoria, finalizando 3.º por detrás del Burgos y el Eibar, con unos números impresionantes fuera de casa: es el equipo con más victorias y menos derrotas, y el menos goleado (solo le hicieron 22 goles) de todo el campeonato. A esta brillante temporada le siguen varias más grises. La temporada siguiente (1952-53) solo se obtiene un mediocre 13.º puesto, y en contraste con la temporada anterior, su única victoria fuera de casa la obtiene en Logroño frente al Recreación, por alineación indebida del conjunto riojano (el partido había terminado con 5-0 para los locales). En la campaña 1953-54 el club acaba 7.º, sufriendo la mayor derrota como visitante de su historia (8-0 le vence el Sestao). La campaña 1954-55 termina 5.º, siendo el mayor goleador del grupo (52 goles) y junto a la Gimnástica es el equipo con más victorias en casa (7); además logra el mayor triunfo en su historia como local: 11-0 le gana a los asturianos del Real Juvencia de Trubia. En la temporada 1955-56 vuelve a terminar 5.º, siendo el equipo con menos victorias fuera de casa (1, las mismas que La Calzada, Gimnástica, Turón y Juvencia). La campaña 1956-57 se salda con un 9.º puesto, siendo el equipo con mayor número de derrotas (15, las mismas que el Erandio y el Laredo) y el que más goles recibe en su propio campo (23 goles, los mismos que el Laredo). Las dos últimas temporadas de la década las va a saldar el Rayo de manera brillante: en la campaña 1957-58 finaliza 3.º, siendo el máximo goleador del grupo (80 goles) y el equipo con mayor número de victorias en casa (12, las mismas que el Baracaldo), llegando a ser conocido como "el equipo de la tasa" al garantizar al menos cinco goles en sus encuentros en los Campos de Sport. La temporada 1958-59 se salda con el subcampeonato de liga, siendo el conjunto con menos derrotas (6, las mismas que el Guecho y el Deusto), el equipo más goleador (65 goles) y el equipo con más victorias en casa (12), habiendo cedido tan solo un empate (2-2 con el Naval); como subcampeón de su grupo, le corresponde jugar la promoción a Segunda, pero cae en la primera eliminatoria tras vencer en Santander al Eibar por 4-3 y perder en Éibar por 5-0.

### Años 1960, campeón de Tercera

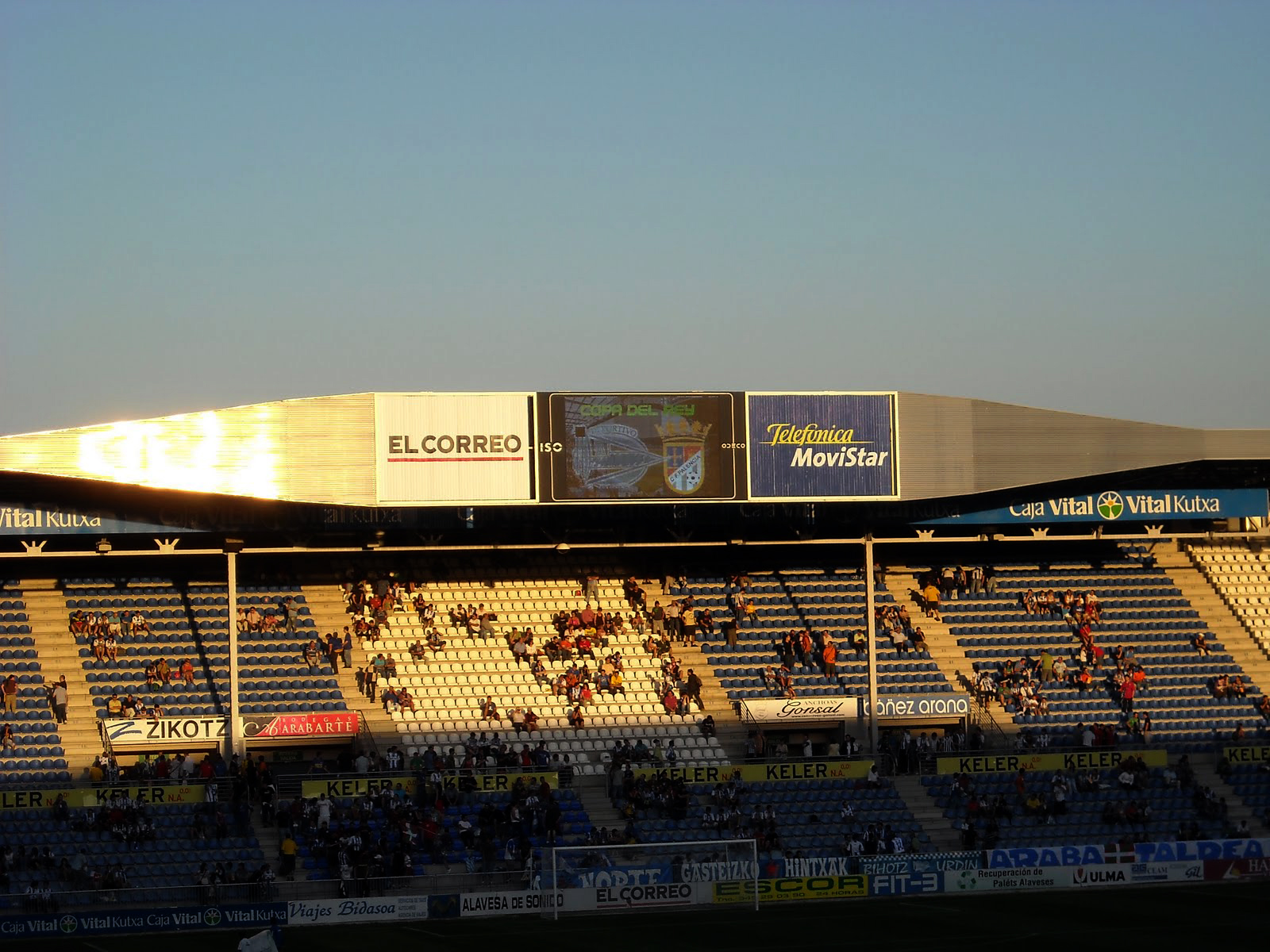
Vista actual de Mendizorroza: la temporada 1960-61 el Alavés elimina al Rayo en su segundo intento para ascender a Segunda División; victoria por 2-0 en Santander y derrota por 5-0 en Vitoria

La temporada 1959-60 el Rayo Cantabria terminó en una gris 7.ª posición y se repitió la mayor goleada recibida como local (1-6 frente al Naval de Reinosa). Sin embargo, la siguiente temporada (1960-61) el club logró el campeonato liguero por delante del Galdácano y del histórico Arenas de Guecho, siendo el equipo con mayor número de victorias (21), menos derrotas (4, las mismas que el Galdácano), más goles a favor (79) y menos goles en contra (20); sin embargo la temporada termina de forma triste, pues en su segundo intento por dar el salto a la división de plata vuelve a caer eliminado a las primeras de cambio, en esta ocasión por el Alavés al que se impone por 2-0 en Santander, para caer por 5-0 en la vuelta en Vitoria. La temporada siguiente (1961-62) no se pasa del 4.º puesto, a pesar de volver a ser el mayor goleador del grupo (75 goles). En la temporada 1962-63, y pese a ser junto al Santurce el conjunto con más victorias fuera de casa (7), no se pasa del 7.º puesto. Las temporadas 1963-64 y 1964-65 son aún más grises, finalizando 9.º y 8.º respectivamente. La campaña 1965-66 se lograría disputar por última vez la promoción de ascenso, toda vez que se logró un nuevo subcampeonato de liga (campeona fue la Gimnástica), siendo el equipo menos goleado (27 goles); sin embargo en la promoción volvería a caer en la primera eliminatoria, siendo derrotado en Andorra por el Calvo Sotelo (3-1), y de nuevo en Santander (0-1). La campaña 1966-67 se salda con un 5.º puesto (por detrás de equipos de la talla del Bilbao At., Sestao o Baracaldo), siendo de nuevo, junto al Bilbao At. el equipo que menos goles recibió en casa (26). El Rayo cierra la década con un 9.º y un 14.º puesto las temporadas 1967-68 y 1968-69; además en 1969 el equipo juvenil alcanza las semifinales de la Copa tras eliminar a Real Oviedo, Deportivo de La Coruña y Bilbao Ath., antes de caer ante el Real Madrid (que a la postre se llevaría el título).

### Años 1970, descenso a Regional y retorno a Tercera
La temporada 1969-70 terminaría con el descenso a Primera Regional, categoría en la que no militaba desde hacía más de veinte años; el equipo terminó 17.º de su grupo, con una mala campaña como visitante, en la que, junto al Sp. Luchana, fue el equipo menos goleador, logrando tan solo una victoria; por otra parte, el equipo disputó la Copa por segunda vez en su historia, cayendo en primera ronda con el Lugo (0-0 en Santander y 4-0 en Lugo). Las tres siguientes temporadas el Rayo militó en Primera Regional, y no sería hasta el ejercicio 1972-73 cuando confirmase el retorno a Tercera. Desafortunadamente la permanencia resultó inalcanzable, siendo el equipo con menos victorias (7) y el menos realizador (29 goles); el 18.º puesto final les condenó a un nuevo descenso; en la Copa eliminó en primera ronda a la Gimnástica (2-1 en Santander y 0-0 en Torrelavega), para caer en segunda ronda con el Langreo (0-0 en Santander y 2-0 en Langreo). Después de tres nuevas campañas en Regional Preferente (nuevo nombre de la Primera Regional cántabra), la temporada 1976-77 termina con el ascenso a una Tercera División que, con la reestructuración de categorías de ese año (creación de la Segunda B) ya no es la división de bronce. La temporada 1977-78 el club acaba en la 16.ª posición de esa nueva Tercera División (logrando la permanencia), y firma su mejor actuación copera al alcanzar la tercera ronda: en la primera eliminó al Salmantino (derrota por 1-0 en Salamanca y victoria 3-1 en Santander), en la segunda eliminó al Sariñena (victorias por 0-2 en la localidad oscense y 3-1 en Santander) para caer con el Córdoba (derrotas por 4-0 en Córdoba y 1-4 en Santander). La temporada 1978-79 el club termina en 6.ª posición.

### Años 1980, ascenso a Segunda B

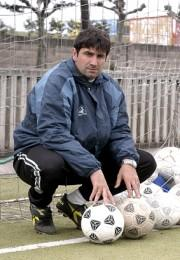
Jose Ceballos, portero del Rayo las temporadas 1987-88 y 1988-89

La temporada 1979-80 el Rayo termina en 10.ª posición, siendo el equipo con menos victorias en casa (7). Al año siguiente (1980-81) las cosas van incluso peor, terminando 18.º y descendiendo a Regional Preferente, habiendo sido incapaz de lograr ni una sola victoria en casa. La campaña 1981-82, en Regional Preferente, se salda con el ascenso a Tercera División. En 1982-83 el equipo finaliza 4.º en su retorno a Tercera, siendo superado solo por el Ensidesa de Avilés, Langreo y Oviedo Af.. La temporada 1983-84 es mucho más discreta (finalizando 17.º), pero marca el retorno a la competición copera, eliminando al Castro en primera ronda (1-1 en Castro-Urdiales y 2-1 en Santander) para caer en segunda ronda con la Real Sociedad (que ganó 0-1 en Santander y 7-0 en San Sebastián). En 1984-85 el Rayo termina 5.º, y en 1985-86 (última temporada en la que los clubes cántabros comparten grupo de Tercera División con clubes de otras regiones) el equipo termina 4.º, por detrás de Langreo, Caudal y Real Avilés Industrial; en la Copa elimina al Castro en primera ronda (1-1 en Santander y 1-2 en Castro-Urdiales) y es eliminado por el Barakaldo (2-1 en Baracaldo y 0-1 en Santander). La temporada 1986-87, ya en un grupo puramente cántabro de Tercera, el Rayo Cantabria logra el campeonato y el ascenso, siendo el equipo con más victorias (32) y con menos derrotas (4); en la Copa cae eliminado en segunda ronda por el Real Oviedo a partido único en Santander (0-1). La campaña 1987-88 marca un hito en la historia del club, al ser el debut en Segunda B, y, hasta ahora, su última temporada en la tercera categoría nacional; la campaña se saldaría con el 19.º puesto y el descenso, siendo el equipo con más derrotas en casa (8, como el Bergantiños y la Gimnástica) y el más goleado en casa (27 goles); en Copa elimina al Laredo en primera ronda (cae derrotado en Laredo por 1-0, y vence en Santander 4-0), y es eliminado en segunda ronda por la Gimnástica (pierde 4-1 en Torrelavega y vence 1-0 en Santander). La campaña 1988-89 se salda con un 3.º puesto en Tercera División, siendo el equipo más goleador (118 goles) y logrando su mayor goleada como visitante (0-8 al At. La Albericia); en la Copa cae eliminado en primera ronda a manos de la Gimnástica, habiendo empatado 0-0 los dos partidos.

### Años 1990: cambio de nombre

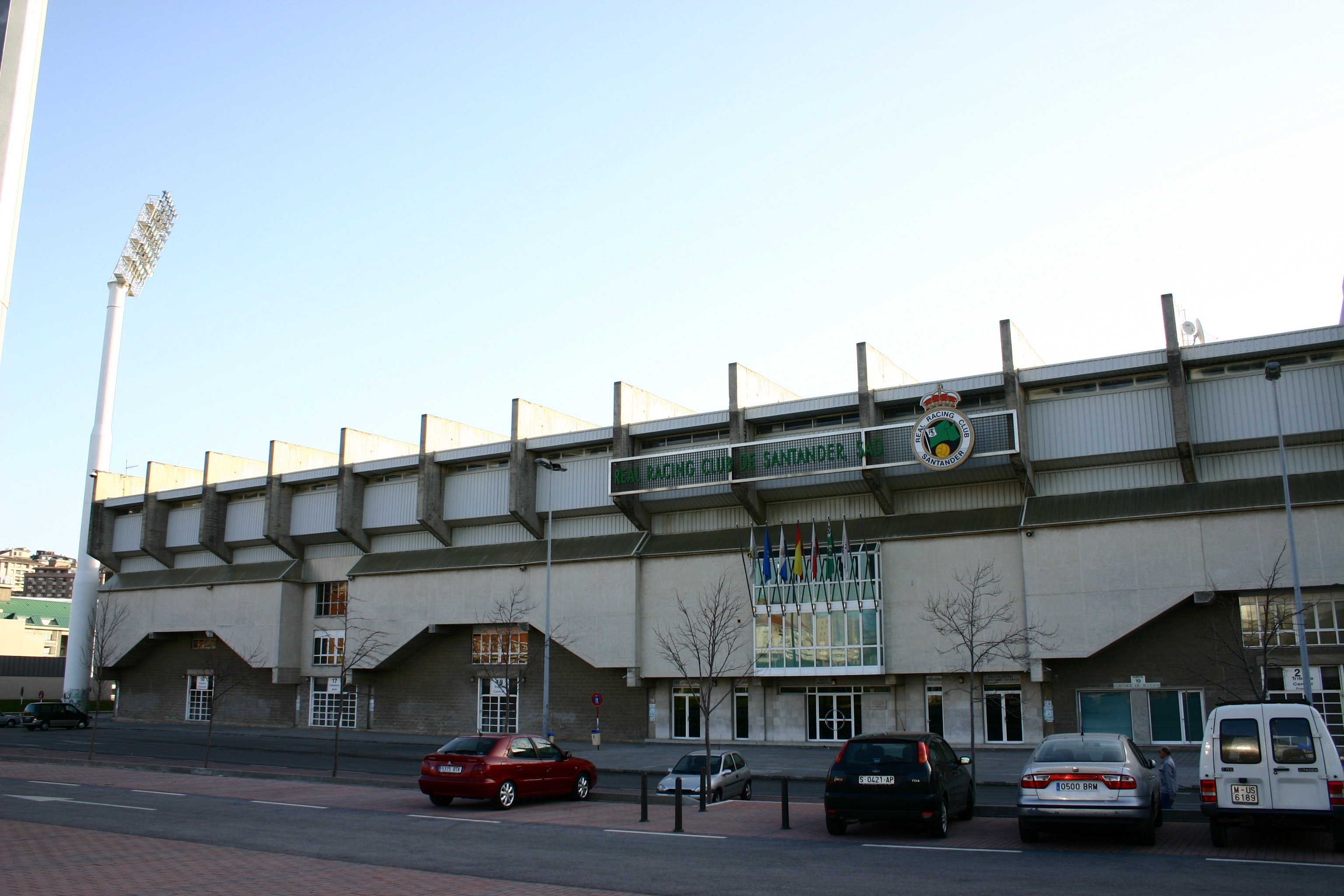
Campos de Sport de El Sardinero: el Rayo jugó sus partidos en este estadio a partir de los acuerdos de filialidad con el Racing

La campaña 1989-90 se consigue el subcampeonato liguero, acabando la temporada imbatido en casa. Las temporadas 1990-91 y 1991-92 no se pasa de los puestos 5.º y 9.º respectivamente. Sin embargo en la temporada 1992-93 se vuelve a lograr el subcampeonato, siendo el equipo más goleador en casa (68, los mismos que el Escobedo) y a domicilio (40); el equipo disputa la liguilla de ascenso a Segunda B con el Casetas, Mirandés y Real Unión, finalizando segundo tras los guipuzcoanos. Al acabar la campaña el Racing, club del que el Rayo Cantabria es filial, se ve obligado por ley a cambiar el nombre del club a Racing B. Por su parte, directivos vinculados al Rayo Cantabria hasta entonces fundan una nueva sociedad desvinculada del Racing (Agrupación Deportiva Cantabria) que compite como Rayo Cantabria en Primera Regional.

### Historia reciente
La temporada 2005/2006 fue la mejor de la historia del Racing "B", quedando octavo en la clasificación de su grupo en la Segunda B; tan solo fue superado por históricos como el Salamanca, la Real Sociedad B, el Burgos, la Ponferradina, el Real Unión, el Bilbao Athletic y el Oviedo. Sin embargo la siguiente campaña (2006/2007) terminó con el descenso a Tercera División.
El 15 de junio de 2008 logra el ascenso a Segunda B tras ganar al Villanueva gracias a una tripleta de Iván Bolado y un gol de Edu Bedia quedando el resultado 4-1 a favor del conjunto cántabro.
En la temporada 2008/2009 volvió a militar en la Segunda B (grupo I), logrando la permanencia. Tras la mala racha del equipo en la temporada 2009/2010, el 15 de marzo de 2010 el club rescinde el contrato de José Luis San Miguel para hacerse cargo del equipo Chiri.
En las temporadas 2010/2011 y 2011/2012 el equipo juega en Tercera División, sin lograr el ascenso deportivo; sin embargo el 9 de julio de 2012 la Real Federación Española de Fútbol le adjudica una de las plazas vacantes en Segunda B por descensos administrativos, por lo que la temporada 2012/13 regresa a la categoría de bronce. Tras finalizar en la decimoséptima posición, el Racing B desciende de nuevo a Tercera División de cara a la temporada 2013/14.
Tras una irregular y desastrosa Temporada 2013-14 en la que no se pudo quedar nada más que 8.º. La temporada 2014-15 sería muy buena ya que el equipo finalizó en 3.ª posición, después de una temporada totalmente opuesta a la anterior, marcada por la regularidad del equipo y por tan solo perder 5 partidos, aunque fracasó en la 1.ª ronda del Playoff de Ascenso tras perder por 0-1 en los Campos de Sport del Sardinero y 1-0 en Santa Eulalia del Río frente la Peña Deportiva Santa Eulalia.
En el verano de 2019 recuperó el nombre Rayo Cantabria.

## Trayectoria histórica
```
La 
Segunda División B
 fue introducida en 1977 como categoría intermedia entre la 
Segunda División
 y la 
Tercera División
.
```

## Denominaciones históricas
- Gimnástica de Miranda (1926-1931).
- Rayo Sport de Miranda (1931-1941)
- Sociedad Deportiva Rayo Cantabria (1941-1993)
- Real Racing Club de Santander “B” (1993-2019)
- Rayo Cantabria (2019-presente).

## Uniforme

### Evolución histórica uniforme titular
| 1926 | 1962 | 1978 | 1981 | 1995 |

## Estadio
- Instalaciones Nando Yosu, con capacidad para 1000 espectadores.
- Campos de Sport del Sardinero, con capacidad para 22 222 espectadores.

Desde su transformación en Racing "B" también ha jugado algunas temporadas en La Maruca (Muriedas), el Fernando Astobiza (Sarón), El Pilar (Guarnizo), Villaescusa (Villaescusa) y el Municipal de Bezana (Santa Cruz de Bezana).
Previamente, como S. D. Rayo Cantabria jugó desde sus inicios hasta mediados de los años 1960 en los Campos del Rayo en El Sardinero, con capacidad para 3000 espectadores; después pasó a jugar en los Campos de Sport.

## Datos del club
- Temporadas en Segunda Federación: 2 (2021-22 y 2022-23).
- Temporadas en Segunda División B de España: 10 (1987-88, 1997-98, 2000-01, 2002-03 a 2003-04, 2005-06 a 2006-07, 2008/09 a 2009-10 y 2012-13).
  - Puesto actual en la Clasificación histórica de Segunda División de España: 132.
  - Mejor puesto en Segunda División B de España: 8.º (2005-06).
  - Peor puesto en Segunda División B de España: 20.º (2006-07).
- Temporadas en Tercera División de España: 57 (1946-47 a 1947-48, 1949-50 a 1969-70, 1973-74, 1977-78 a 1980-81, 1982-83 a 1986-87, 1988-89 a 1996-97, 1998-99 a 1999-2000, 2001-02, 2004-05, 2007-08, 2010-11 a 2011-12 y 2013-14 a 2020-21).
- Participaciones en Copa del Rey: 9[7] (1946-47, 1969-70, 1973-74, 1977-78, 1983-84, 1985-86, 1986-87, 1987-88 y 1988-89).

## Palmarés

### Torneos nacionales
- Tercera División de España (5): 1960-61, 1986-87, 1994-95, 1998-99 y 2004/05.
  - Subcampeón de la Tercera División Española (9): 1958-59, 1965-66, 1989-90, 1992-93, 1993-94, 1995-96, 1996-97, 2001-02 y 2007-08.
- Copa Federación (1): 1998-99.
- Mejor clasificación en la Copa del Rey: tercera ronda (1977-78).

### Torneos regionales
- Fase autonómica de Cantabria de la Copa Federación (12): 1994-95, 1997-98, 1998-99, 2003-04, 2005-06, 2006-07, 2007-08, 2008-09, 2010-11, 2011-12, 2012-13 y 2016-17.
  - Subcampeón de la fase autonómica de Cantabria de la Copa RFEF (1): 1996-97.
- Primera Regional  (1): 1945-46.
- Subcampeón de Primera Regional (2): 1941-42 y 1943-44.
- Campeonato de Aficionados (5): 1945, 1949, 1958, 1967 y 1968.
- Subcampeón de Aficionados (5): 1941, 1942, 1943, 1944 y 1957.
- Copa Cantabria (2): 1962 y 1973.
- Copa Federación Cántabra (1): 1941.
  - Subcampeón del Torneo Federación Astur-Montañesa (1): 1949.

### Torneos amistosos
- Copa Albericia (1): 1928.
- Torneo Paco González (1): 1934.
- Copa Celestino Rodríguez (1): 1960.[8]
- Trofeo Playas de Noja (1): 1970.[9]
- Trofeo de Nuestra Señora (1): 1976.[10]
- Trofeo de La Albericia (1): 1984.[11]
- Memorial Julio Álvarez Cadenas (1): 2014.
- Torneo 50 Aniversario del Club Deportivo Pontejos (1): 2012.[12]
  - Subcampeón de la Copa del Ayuntamiento de Astillero (1): 1955.
  - Subcampeón del Trofeo Ayuntamiento de Camargo (1): 1982[13]
  - Subcampeón del Trofeo de la Galleta (2): 1983 y 1985.
  - Subcampeón del Trofeo 75 Aniversario del Club Atlético España de Cueto (1): 2003.[14]
  - Subcampeón del Torneo Triangular Ayuntamiento de Polanco (1): 2012.[15]
  - Subcampeón del Torneo Ayuntamiento de Navia (1): 2012.[16]
  - Subcampeón del Trofeo Piraguas (1): 2012.[17]

## Otras secciones deportivas
Además de los diferentes equipos de fútbol, en los años 40 el Rayo Cantabria contó con un equipo de baloncesto que se proclamó subcampeón del Campeonato Provincial de 1942.